# Зайцев Костянтин Володимирович
Зайцев Костянтин Володимирович (нар. 20 травня 1976, Дніпропетровськ) — український академічний веслувальник, учасник Олімпійських ігор, чемпіон і призер чемпіонатів Європи.

## Життєпис
Костянтин Зайцев дебютував на чемпіонаті світу 1997 року в змаганнях двійок парних в парі з Костянтином Проненко і зайняв дев'яте місце. 1999 року на чемпіонаті світу їх екіпаж був сьомим.
На Олімпійських іграх 2000 Костянтин Зайцев з Костянтином Проненком зайняли сьоме місце.
Протягом 2001 — 2002 років Зайцев у складі парної четвірки (Геннадій Захарченко, Костянтин Зайцев, Олег Ликов, Леонід Шапошніков) був неодноразовим переможцем і призером етапів Кубку світу.
2003 року в змаганнях двійок парних в парі з Сергієм Білоущенком на етапах Кубку світу був третім і двічі четвертим, але на чемпіонаті світу їх пара була лише двадцять першою.
Не потрапивши на Олімпіаду 2004, Зайцев продовжив виступи 2005 року в одиночках. 2006 року стартував в двійках парних з Геннадієм Захарченко. 2007 року повернувся до виступів в одиночках. На етапі Кубку світу 2007 був лише двадцятим, а на чемпіонаті Європи 2008 в Афінах став бронзовим призером.
2009 року знов ввійшов до складу четвірки і на чемпіонаті світу був восьмим, а на чемпіонаті Європи став чемпіоном.
2010 року на етапі Кубку світу в одиночках був вісімнадцятим, а на чемпіонаті Європи — чотирнадцятим.
З 2011 року Зайцев виступав в четвірках парних, займаючи місця на змаганнях поза призовою зоною. На Олімпійських іграх 2012 був дев'ятим, після чого завершив виступи.

## Особисте життя
У середині 1990-х років, зокрема під час Олімпійських ігор в Атланті, перебував у відносинах з майбутньою олімпійською чемпіонкою з художньої гімнастики Катериною Серебрянською. Згодом пара розсталася і спортсмен одружився з іншою жінкою.

## Громадянська позиція та боротьба з хворобою
В першій половині 2000-х років Зайцев був одним з ініціаторів протестної акції проти керівництва Федерації академічного веслування та тренерського складу через ставлення до атлетів-веслувальників. Ймовірно через недостатнє харчування під час протесту, захворів на цукровий діабет. Незважаючи на те, що під час кожного змагань втрачав по декілька кілограмів ваги, не полишив спорт і продовжив змагатися протягом ще майже 10 років. 